# Salang Muara
Salang Muara is een bestuurslaag in het regentschap Aceh Tenggara van de provincie Atjeh, Indonesië. Salang Muara telt 332 inwoners (volkstelling 2010).